# Loznica
Loznica (en serbio cirílico Лозница) es una ciudad y municipio serbio situado en el distrito de Mačva, junto al río Drina. En 2011 el municipio tenía una población de 84 925 habitantes y la ciudad de 19 572.

## Etimología
Su nombre deriva de la palabra "loza" (que significa "vid" en serbio). Originalmente, su nombre fue Lozica (palabra serbia para "vid pequeña"), que más tarde se convirtió en Loznica.

## Historia
Desde el año 900 a. C. al 300 a. C. la zona estuvo habitada por los ilirios, que dieron a la ciudad el nombre de Jadar. Durante la época romana, fue llamada Ad Drinum. El monasterio de Tronoša (siglo XIV), uno de los más importantes del país, se encuentra en Loznica. En Loznica nació Vuk Karadžić (Вуκ Κараџић), el reformador del idioma serbio. Jovan Cvijić, un conocido geógrafo de Serbia y del mundo, también es natural del lugar.
En enero de 2008, de acuerdo con la legislación serbia, Loznica recibido el estatus de ciudad. 

## Demografía
Los grupos étnicos de Loznica eran, según el censo de 2002, el último realizado en Serbia (por lo tanto con un gran margen de error debido a las Guerras yugoslavas) los siguientes:
- Serbios = 83.729
- Musulmanes de nacionalidad = 555
- Romaníes = 428
- Yugoslavos = 210
- Montenegrinos = 118
- Otros = s/d

## Ciudades hermanadas
- Płock (Polonia)

## Nativos ilustres
- Jovan Cvijić, ilustre geógrafo que llegó a ser rector de la Universidad de Belgrado.
- Vuk Karadžić, considerado el principal reformador de la lengua serbia, nacido en la cercana aldea de Tršić.
- Además, Loznica es el lugar de nacimiento de algunos deportistas célebres, entre los que cabe destacar:
  - Milinko Pantić, exfutbolista de FK Partizan Beograd, Panionios NFC y Atlético de Madrid, entre otros.
  - Vladimir Stojković, guardameta titular de la selección de fútbol de Serbia, con amplia experiencia en clubes europeos.
  - Miloš Vujanić, jugador de baloncesto de clubes como FC Barcelona, Panathinaikos BC y MBC Dinamo Moscú.

## Galería de imágenes

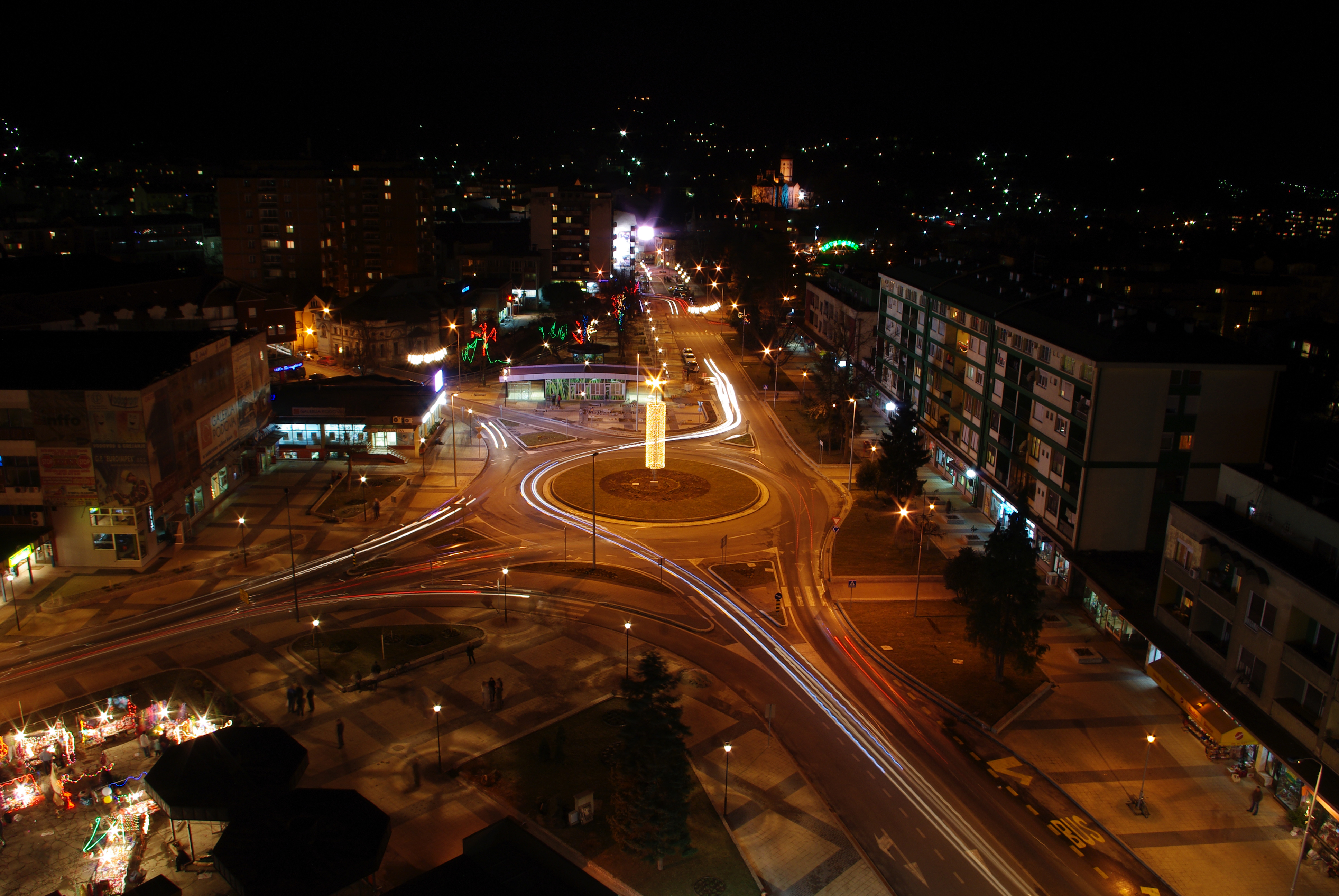
Panorámica de una zona comercial de Loznica
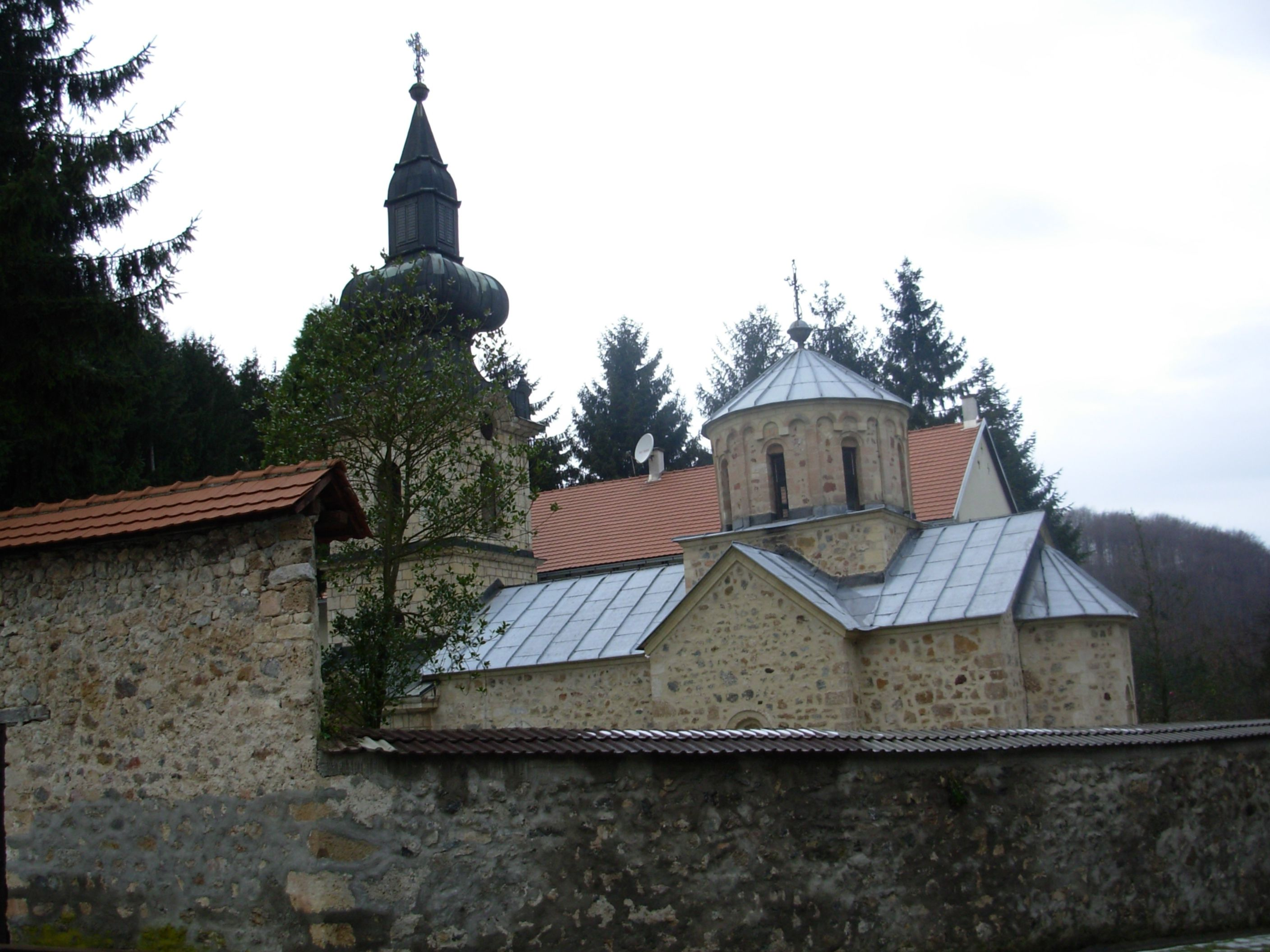
Vista exterior del famoso Monasterio de Tronoša
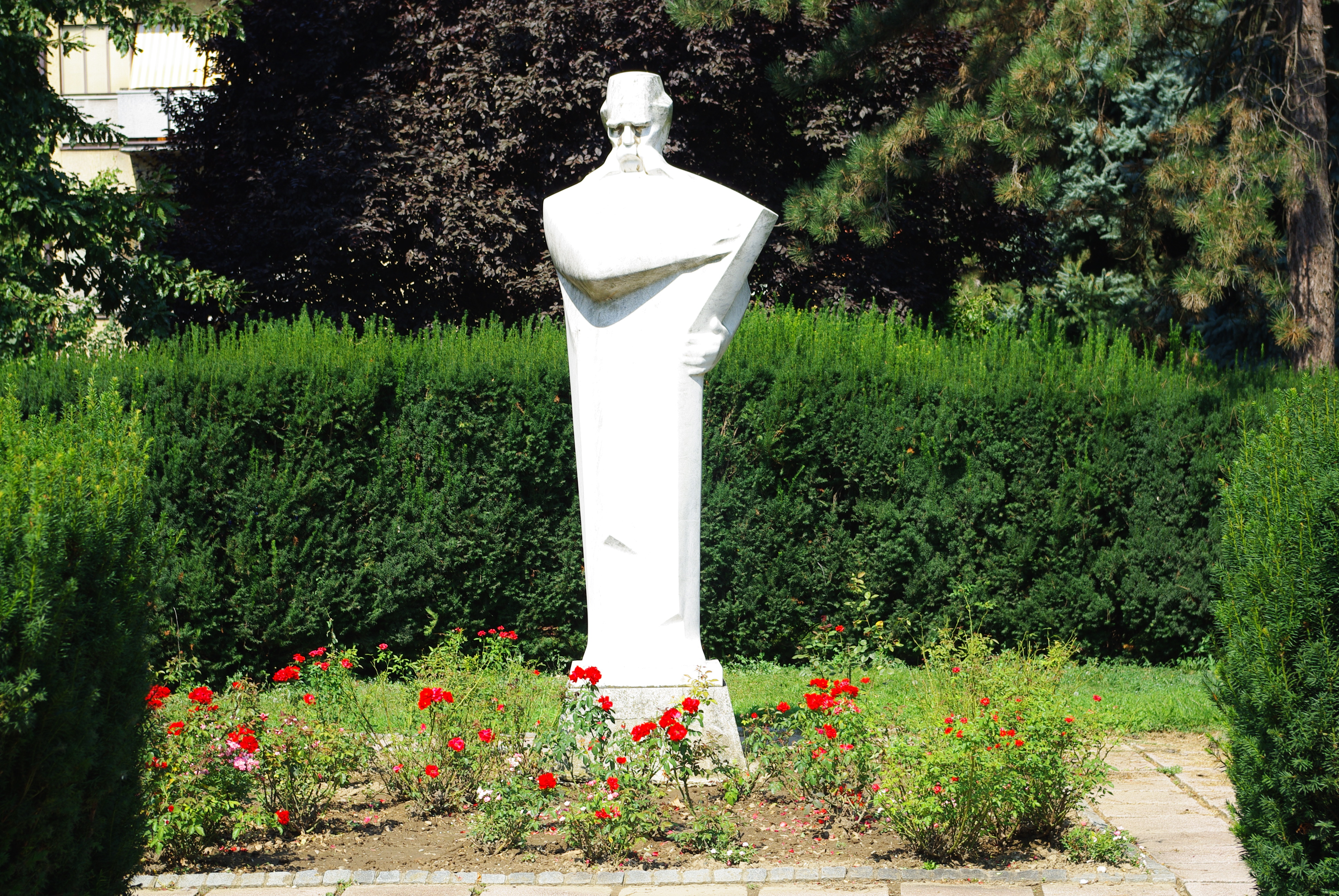
Estatua de Vuk Stefanovic Karadzic
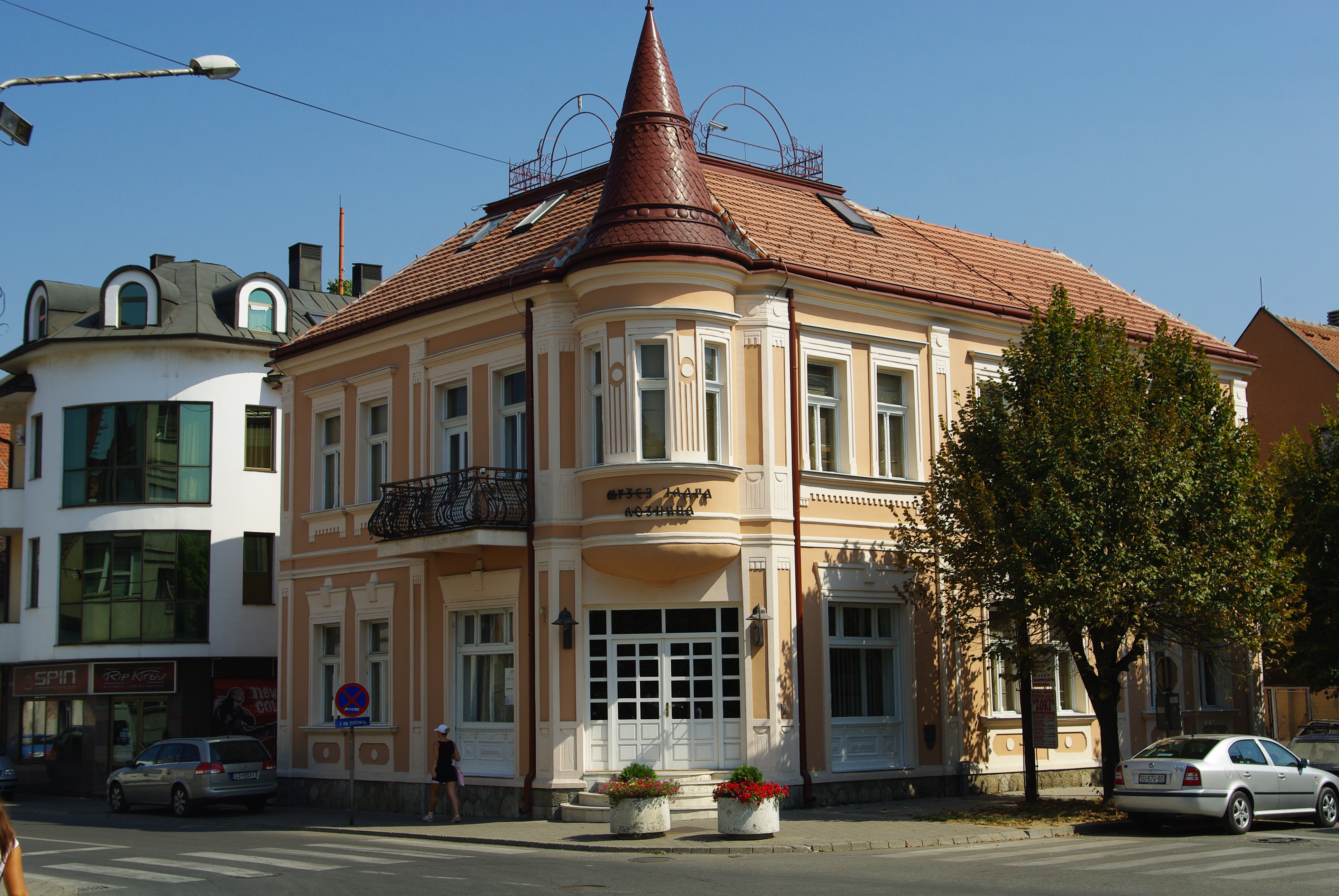
Museo de la Ciudad Loznica
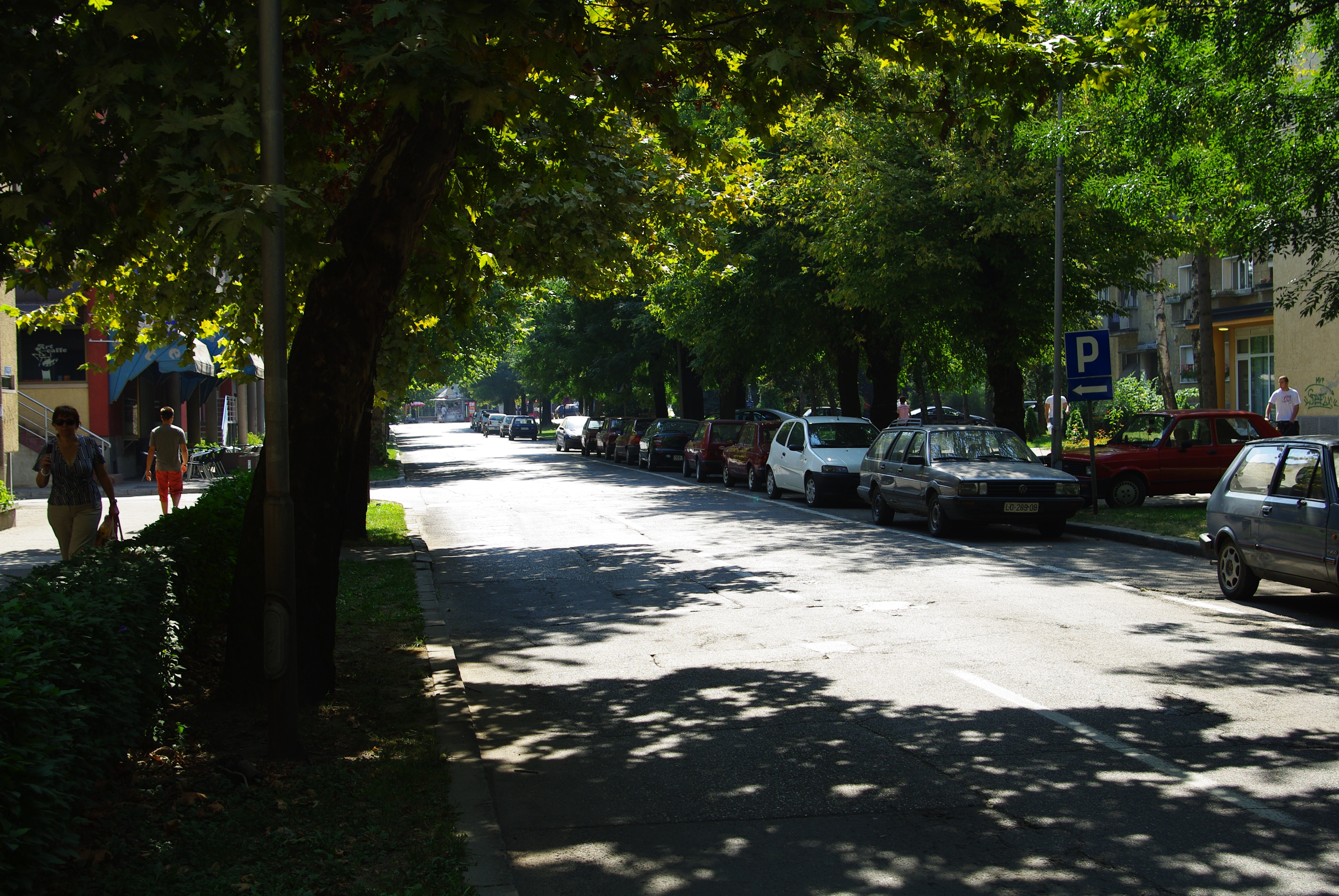
Calle Svetog Save
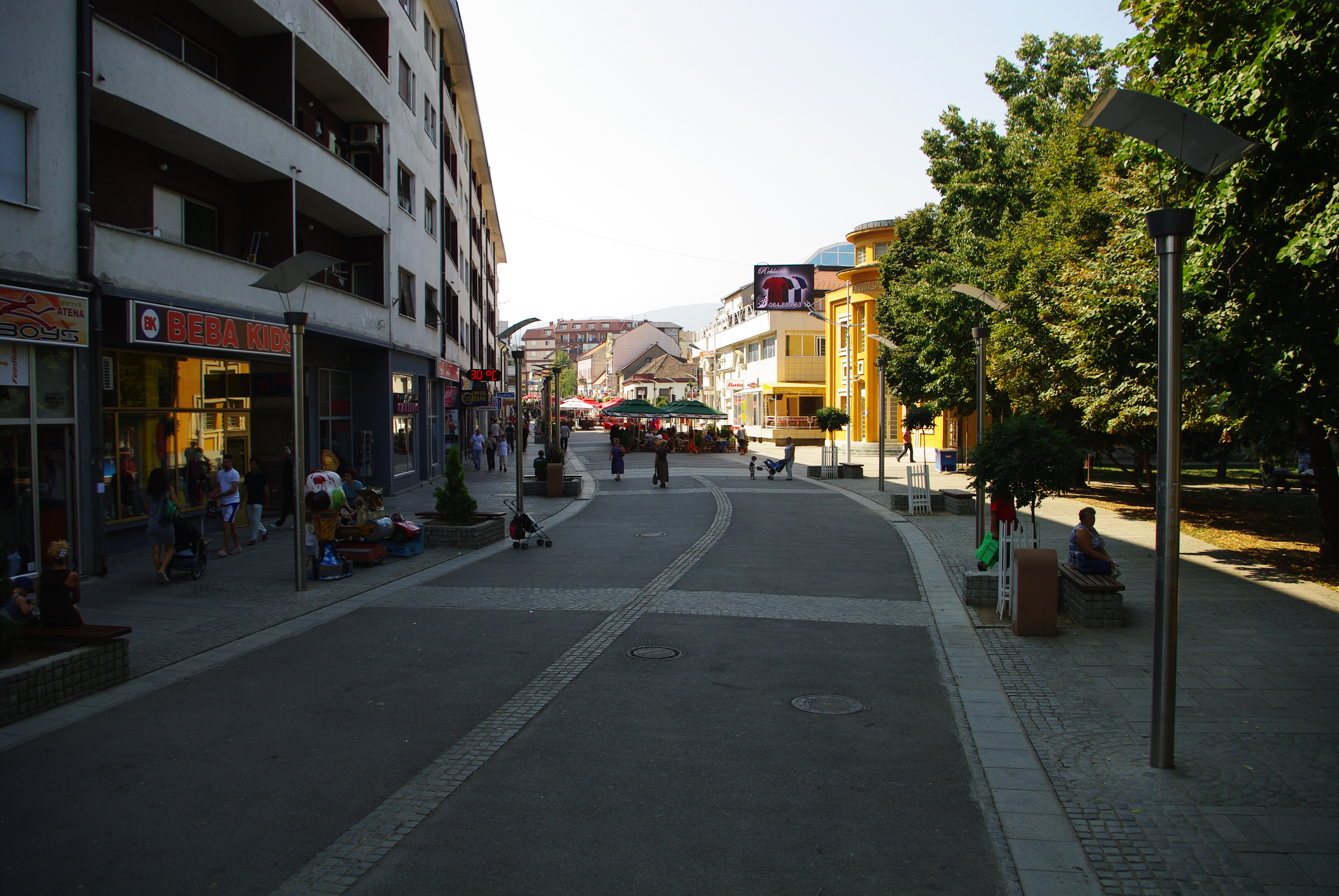
Corso en Loznica
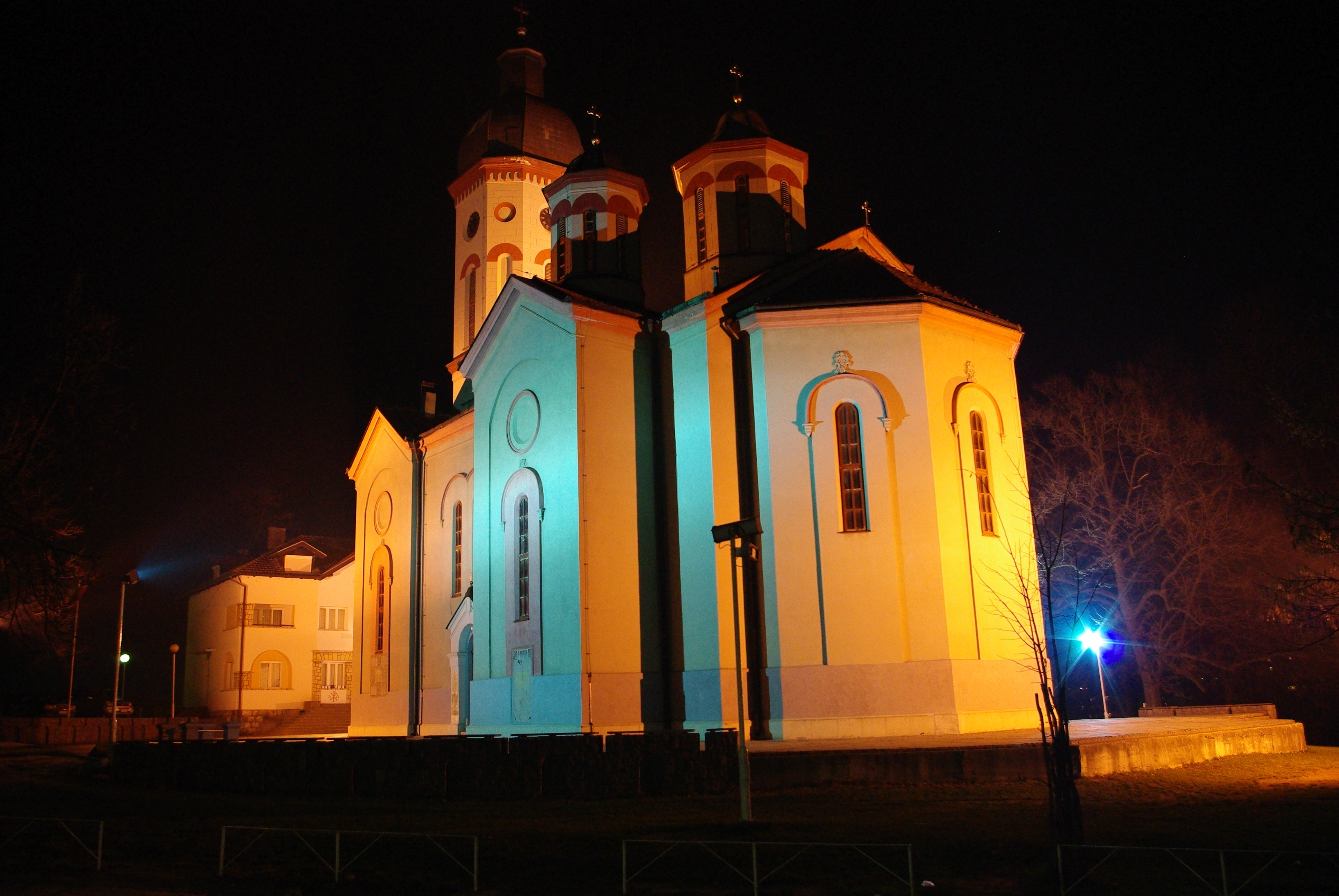
Iglesia en Loznica
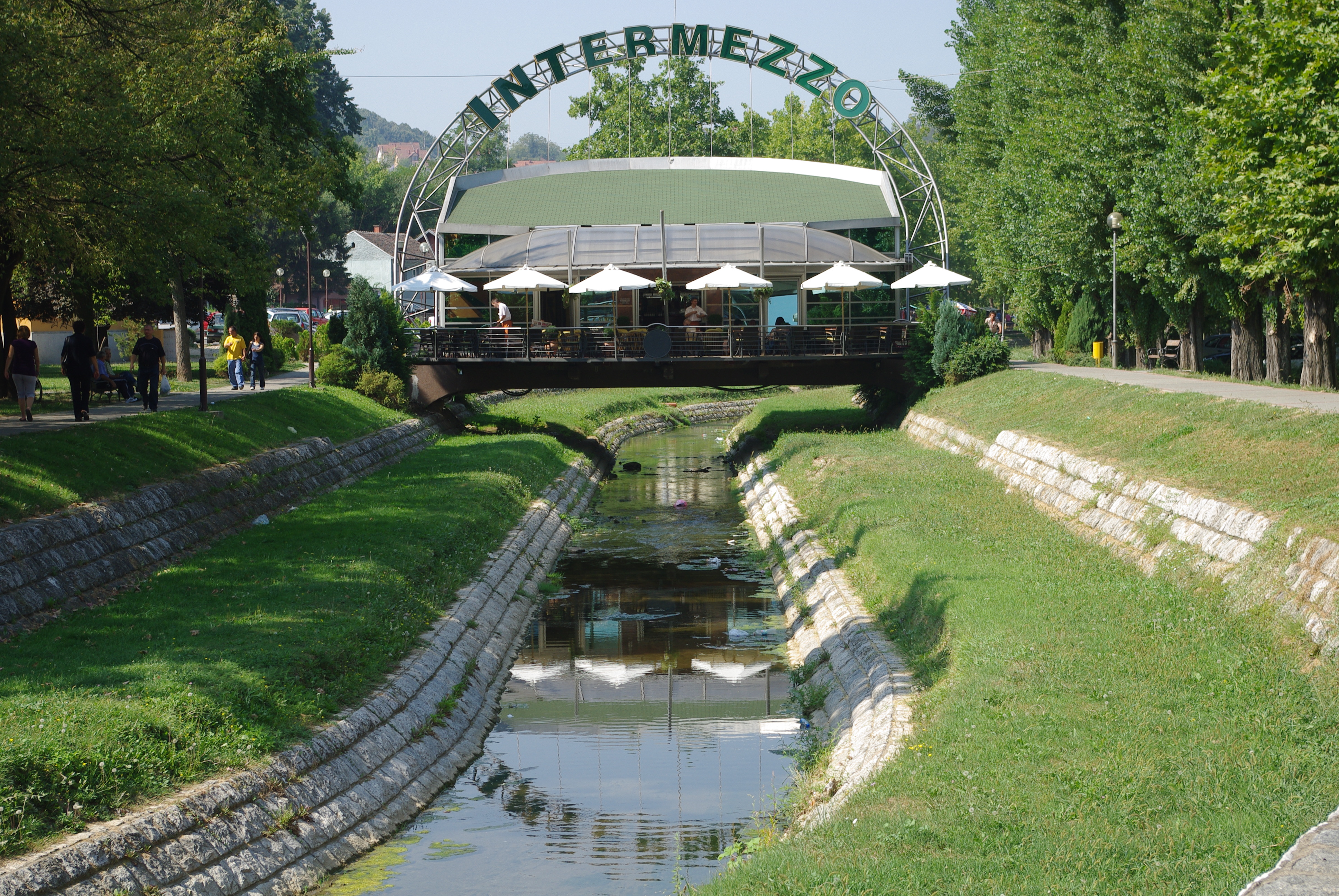
Arroyo Stira
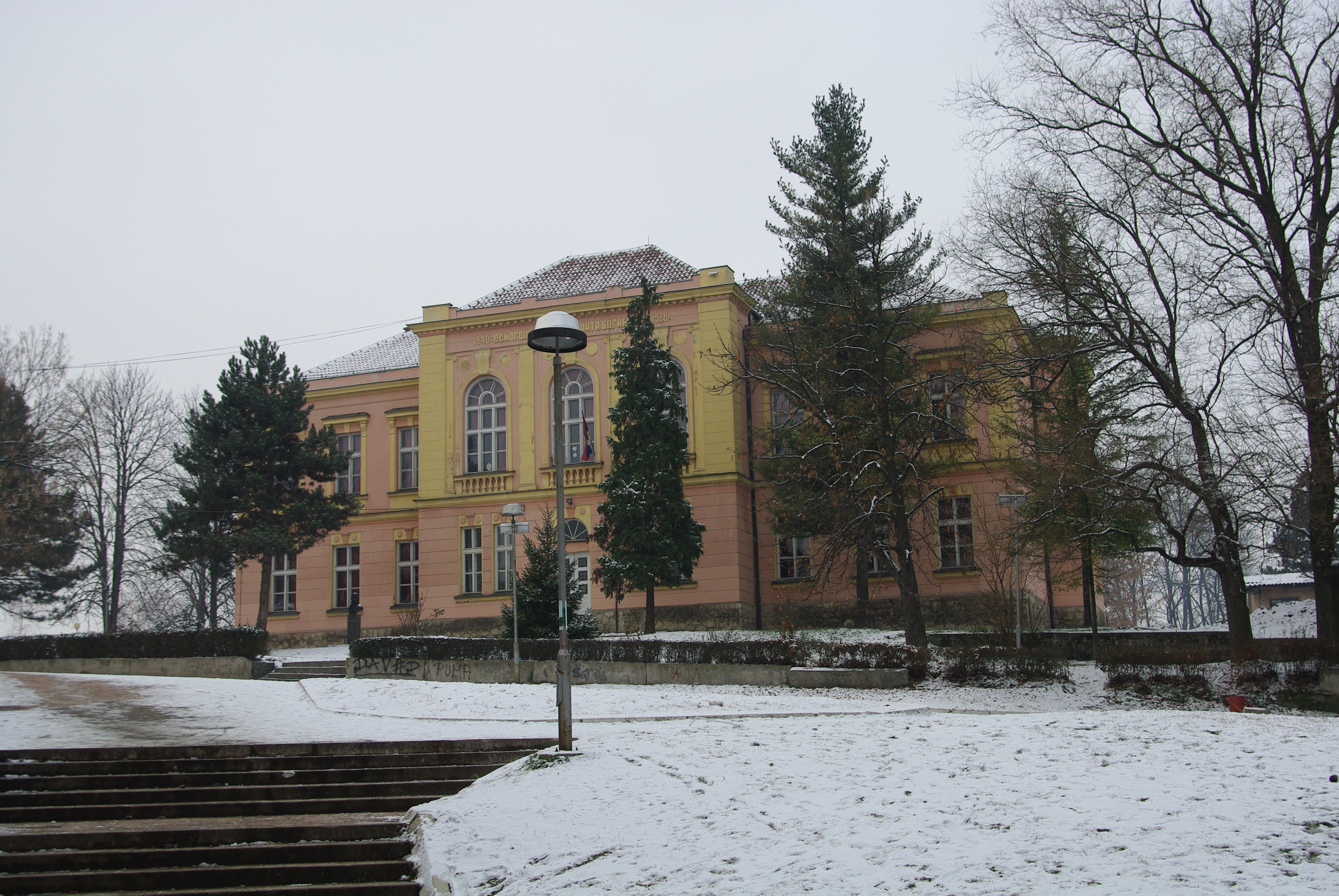
Primaria Anta Bogicevic
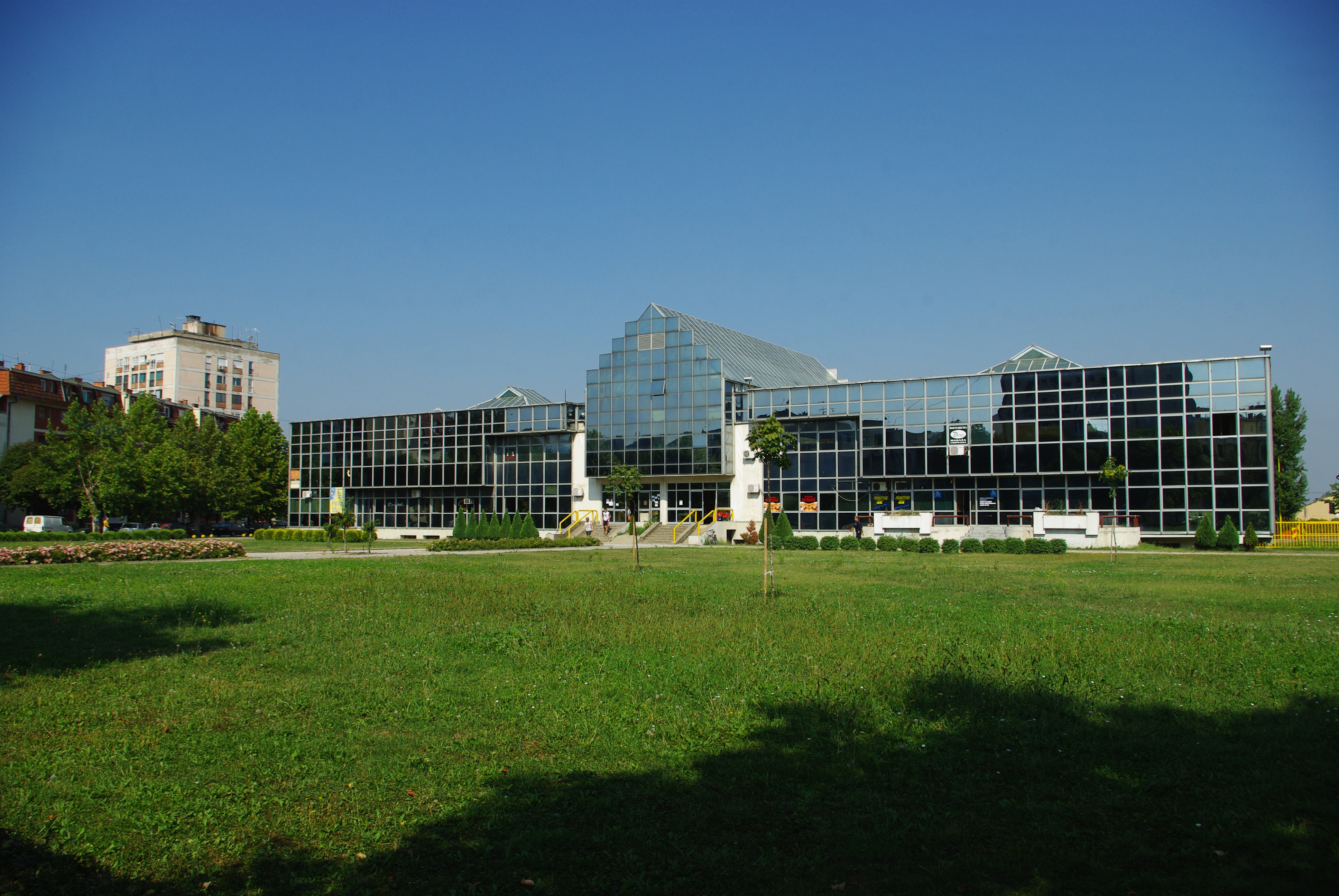
La estación central de autobuses de Loznica
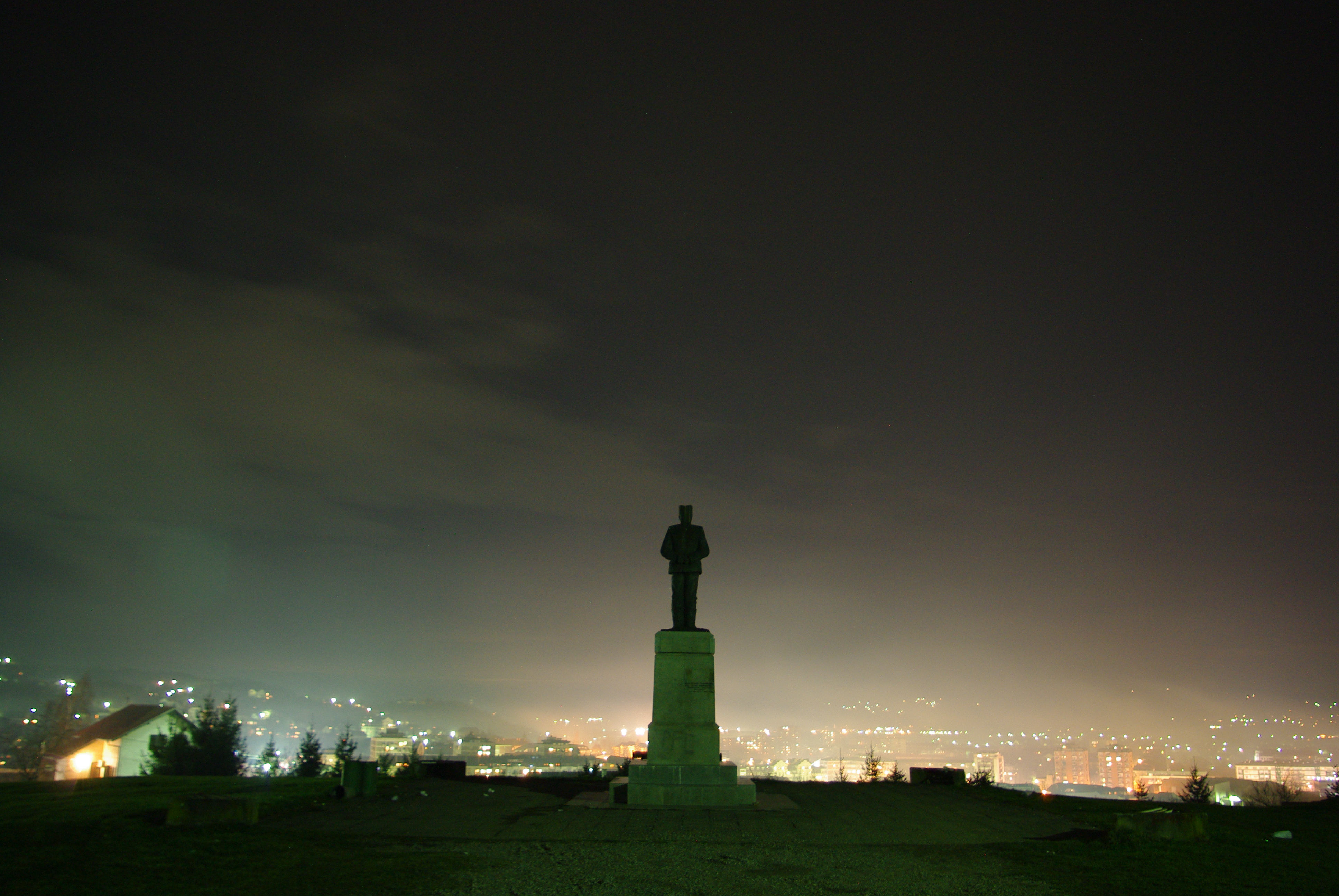
Estatua de Stepa Stepanovic
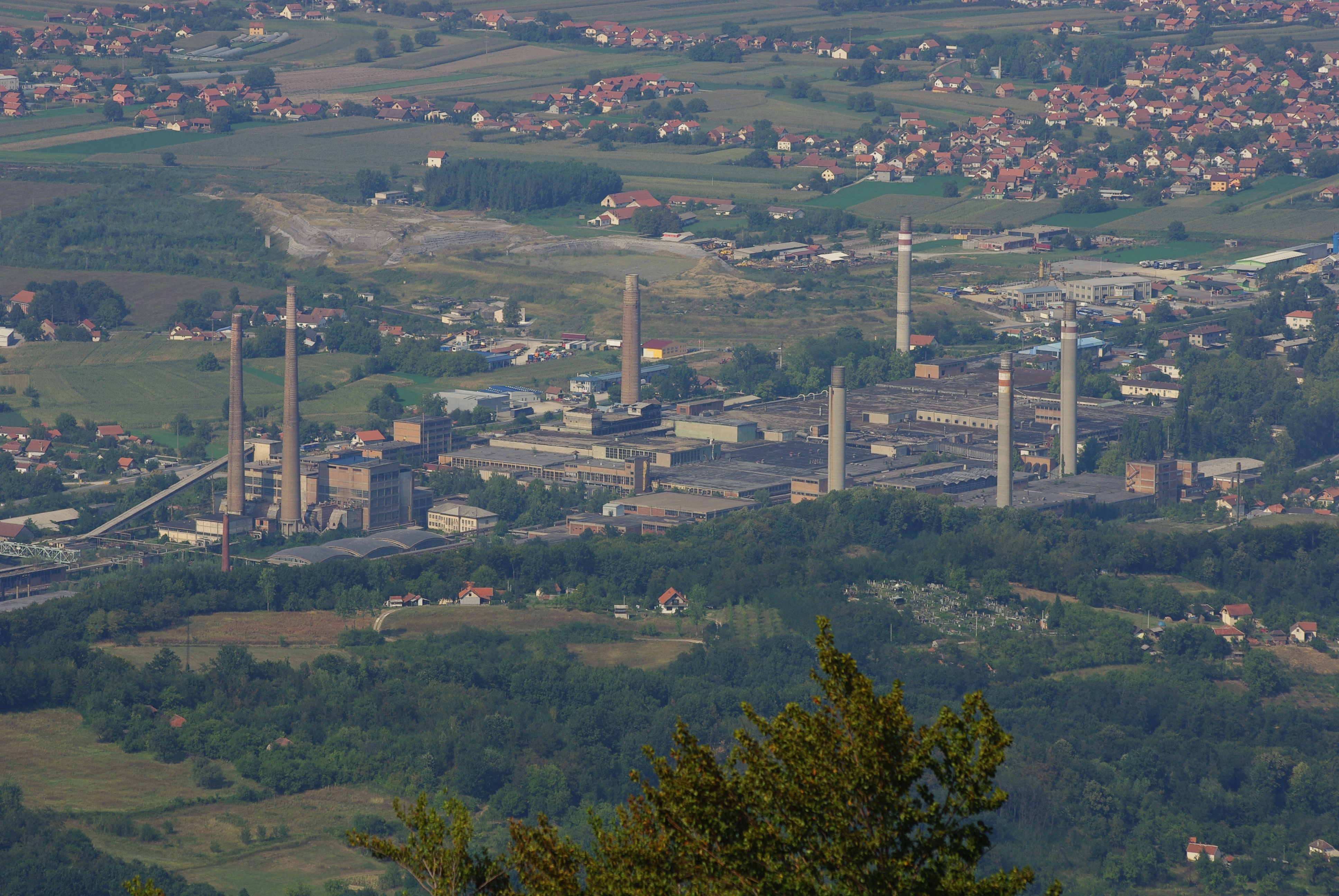
Fábrica Viskoza